# Нюзим
Нюзим — река в России, протекает в Пермском крае и Республике Коми.

## Описание
Берёт начало на территории республики Коми, примерно в 3 км от границы с Пермским краем. Далее течёт по территории Чердынского района Пермского края, преимущественно в южном направлении. Устье реки находится в 277 км по правому берегу реки Колва, немногим выше деревни Нюзим. Длина реки составляет 21 км.

## Данные водного реестра
По данным государственного водного реестра России относится к Камскому бассейновому округу, водохозяйственный участок реки — Кама от водомерного поста у села Бондюг до города Березники, речной подбассейн реки — бассейны притоков Камы до впадения Белой. Речной бассейн реки — Кама.
По данным геоинформационной системы водохозяйственного районирования территории РФ, подготовленной Федеральным агентством водных ресурсов:
- Код водного объекта в государственном водном реестре — 10010100212111100005706
- Код по гидрологической изученности (ГИ) — 111100570
- Код бассейна — 10.01.01.002
- Номер тома по ГИ — 11
- Выпуск по ГИ — 1